# Iva Videnova
Iva Videnova est une joueuse d'échecs bulgare née le 7 octobre 1987. Maître international depuis 2015, elle a remporté le championnat de Bulgarie féminin en 2012, 2013 et 2014.